# Bell P-59 Airacomet
Bell P-59 Airacomet – amerykański samolot myśliwski zaprojektowany i zbudowany w okresie II wojny światowej.  Prototyp XP-59A był pierwszym amerykańskim samolotem odrzutowym, jego pierwszy lot odbył się 1 października 1942.
Dowództwo USAAF uznało osiągi samolotu za niewystarczające i kontrakt na produkcję Airacomet został anulowany po zbudowaniu mniej niż połowy zamówionych samolotów. Pomimo że P-59 nigdy nie został użyty bojowo, stanowił on krok milowy w historii amerykańskiej awiacji i na podstawie doświadczeń z jego konstrukcją powstała nowa generacja samolotów napędzanych silnikami turboodrzutowymi – był to pierwszy samolot myśliwski z tego typu silnikiem, w którym wloty powietrza do silnika i sam silnik znajdowały się w kadłubie samolotu.

## Historia powstania
W kwietniu 1941 dowódca Sił Powietrznych Armii Stanów Zjednoczonych Henry H. Arnold był jednym z gości zaproszonych do obejrzenia lotu brytyjskiego odrzutowca Gloster E.28/39. 4 września tego roku firma General Electric została poproszona o zbudowanie amerykańskiej wersji silnika odrzutowego, a dzień później Lawrence Bell otrzymał zamówienie na samolot z tymże silnikiem. W ramach dezinformacji (między innymi aby nie dzielić się z Wielką Brytanią wynikami badań naukowych według ustaleń tzw. Misji Tizzarda) samolot otrzymał fikcyjne oznaczenie XP-59A, które wcześniej było użyte do oznaczenia innego samolotu Bella. Prace projektowe zakończono 9 stycznia 1942, a w marcu (zanim jeszcze ukończono budowę prototypów) USAAF zamówił 12 przedprodukcyjnych wersji tego samolotu pod oznaczeniem YP-59.
Pierwszy XP-59 dotarł na lotnisko Muroc Army Air Field (obecnie Edwards Air Force Base) 12 września 1942. W czasie jego transportu założono na samolot fałszywe śmigło w celu zamaskowania prawdziwej natury XP-59. Pierwszy, krótki i nieoficjalny lot odbył się 1 października, kiedy samolot na krótko oderwał się od ziemi w czasie testów silnika, pierwszy oficjalny lot odbył się dzień później. W czasie trwających ponad miesiąc testów trzech pierwszych prototypów ujawniono szereg problemów związanych z tym samolotem – przede wszystkim związanych z niedoskonałościami silnika, ale także z niedoskonałymi osiągami XP-59. Pomimo tego, zanim jeszcze zbudowano 12 zamówionych wcześniej YP59, w czerwcu 1943 USAAF zamówiło 80 sztuk tego samolotu pod oznaczeniem P-59A Airacomet.

## Historia operacyjna
Przedprodukcyjne YP-59A otrzymały silniki o większej mocy niż prototypowe XP-59 ale prędkość samolotu wzrosła o zaledwie 5 mil na godzinę (8 km/h).  Jeden z tych samolotów (numer seryjny 42-22611) został przekazany do RAF-u w zamian za brytyjski samolot Gloster Meteor.  W porównaniu z ówczesnymi brytyjskimi myśliwcami odrzutowymi angielscy piloci bardzo nisko ocenili konstrukcję amerykańską (we wcześniejszych testach YP-59A przegrał ze śmigłowym myśliwcem P-51 Mustang).
Ostatecznie, zanim kontrakt został anulowany przez USAAF, w fabrykach Bella zbudowano 50 produkcyjnych egzemplarzy tego samolotu w dwóch odmianach – P-59A i P-59B. Obie wersje zostały uzbrojone w działko kal. 37 mm i trzy karabiny maszynowe kal. 12,7 mm. W samoloty te został wyposażony dywizjon myśliwski 412th Fighter Group w celu zaznajomienia się pilotów z obsługą i charakterystyką samolotów odrzutowych. Nigdy jednak nie wzięły one udziału w działaniach bojowych.